# Robert F. Engle
Pour les articles homonymes, voir Engle.
 (novembre 2013).
Si vous disposez d'ouvrages ou d'articles de référence ou si vous connaissez des sites web de qualité traitant du thème abordé ici, merci de compléter l'article en donnant les références utiles à sa vérifiabilité et en les liant à la section « Notes et références ».
Robert F. Engle (né le 10 novembre 1942 à Syracuse, État de New York), est un économiste qui reçoit le Prix de la Banque de Suède en 2003 avec Clive Granger, « pour des méthodes d'analyse économique des séries temporelles économiques avec volatilité saisonnière (méthodes ARCH) ».

## Biographie
Après avoir passé son BS en physique au Williams College, Robert Engel est diplômé d'un Ph.D. à l'université Cornell en 1969. Il enseigne actuellement à la New York University et à la Stern School of Business où il occupe le poste de "Michael Armellino Professor" en management des services financiers.
Robert Engle avait auparavant travaillé à l'Université de Californie à San Diego (USCD), en 1975, qu'il quitta en 2003.

## Travaux principaux
Une des contributions les plus importantes de Robert Engle a été la découverte de méthodes pour analyser les mouvements imprévisibles des prix des marchés financiers et les niveaux des taux d'intérêt.
Une caractérisation précise et une bonne prédiction de ces mouvements volatils sont essentielles pour quantifier efficacement les risques de management. Par exemple, la mesure des risques joue un rôle-clé dans la recherche du prix des options et des produits financiers dérivés.
Mais alors que les précédentes recherches supposaient une volatilité constante et utilisaient des formules très simples d'approximation, Engle développa de nouveaux modèles statistiques de volatilité analysant la tendances des prix des stocks et d'autres variables financières, à bouger entre des périodes de haute volatilité et de faible volatilité (Autoregressive Conditional Heterskedasticity: ARCH). Ces modèles statistiques sont devenus des outils modernes essentiels aussi bien dans la pratique que dans la théorie économique.

## Principaux articles
- "Autoregressive Conditional Heteroskedasticity With Estimates of the Variance of U.K. Inflation", Econometrica 50 (1982): 987-1008.
- "Estimation of Time Varying Risk Premia in the Term Structure: the ARCH-M Model" (avec David M. Lilien et Russell P. Robins), Econometrica 55 (1987): 391-407.
- "Co-integration and Error Correction: Representation, Estimation and Testing" (avec Clive Granger), Econometrica 55 (1987): 251-276.
- "Semi-parametric estimates of the relation between weather and electricity demand" (avec C. W. J. Granger, John Rice et Andrew Weiss), JASA 81 (1986): 310-320.
- "Exogeneity" (avec David F. Hendry et Jean-Francois Richard), Econometrica 51 (1983): 277-304.
- "Asset Pricing with a Factor ARCH Covariance Structure: Empirical Estimates for Treasury Bills" (avec Victor Ng et Michael Rothschild), Journal of Econometrics 45 (1990): 213-237.
- "Dynamic Conditional Correlation - A Simple Class of Multivariate GARCH Models" Journal of Business and Economic Statistics (de), (Juillet 2002).